# Castilla (Sorsogon)
Castilla is een gemeente in de Filipijnse provincie Sorsogon in het zuidoosten van het eiland Luzon. Bij de laatste census in 2007 had de gemeente ruim 49 duizend inwoners.

## Geografie

### Bestuurlijke indeling
Castilla is onderverdeeld in de volgende 34 barangays:
| - Amomonting - Bagalayag - Bagong Sirang - Bonga - Buenavista - Burabod - Caburacan - Canjela - Cogon - Cumadcadb - Dangcalan - Dinapa | - La Union - Libtong - Loreto - Macalaya - Maracabac - Mayon - Maypangi - Milagrosa - Miluya - Monte Carmelo - Oras | - Pandan - Poblacion - Quirapi - Saclayan - Salvacion - San Isidro - San Rafael - San Roque - San Vicentec - Sogoy - Tomalaytay |

## Demografie
Castilla had bij de census van 2007 een inwoneraantal van 49.407 mensen. Dit zijn 4.335 mensen (9,6%) meer dan bij de vorige census van 2000. De gemiddelde jaarlijkse groei komt daarmee uit op 1,27%, hetgeen lager is dan het landelijk jaarlijks gemiddelde over deze periode (2,04%). Vergeleken met de census van 1995 is het aantal mensen met 8.901 (22,0%) toegenomen.

De bevolkingsdichtheid van Castilla was ten tijde van de laatste census, met 49.407 inwoners op 186,2 km², 265,3 mensen per km².